# أنبوب النفط العراقي عبر السعودية
أنبوب النفط العراقي عبر السعودية هو أنبوب عراقي لضخ النفط الخام العراقي، طوله 1568 كيلومتراً، يبدأ من مدينة الزبير بجنوب العراق إلى مدينة خريص بشرق السعودية ثم إلى ينبع البحر غرب السعودية، كان الأنبوب ذا مرحلتين، أنشئت مرحلته الأولى من الزبير إلى خريص سنة 1986 م، وبلغت طاقتها التشغيلية حينئذٍ 1.25 مليون برميل باليوم، وأُنشئت مرحلته الأخرى من خريص إلى ينبع سنة 1990، وشيّد حقل خزانات عراقي لتصدير النفط العراقي في ميناء ينبع، منفصل عن حقل الخزانات السعودي هناك، يحتوي على عشرة خزانات سعة كم منها مليون برميل، وشُيّدَ مرفأ منفصل لشحن النفط العراقي مع خطوط أنابيبه البحرية وكافة المعدات اللازمة لذلك، وشُغّل الأنبوب بطاقته الكاملة البالغة 1.6 مليون برميل باليوم في 9 كانون الثاني/يناير سنة 1990، كانت تكلفة المشروع مليارين و600 مليون دولار، ويُعدّ من أكبر مشاريع النفط العراقي، أُغلق الأنبوب في شهر آب/أغسطس سنة 1990 ثم صُودِرَ في 4 حزيران/يونيو سنة 2001.

## سبب الإنشاء
بعد نشوب حرب القادسية الثانية بين العراق وإيران في أيلول سنة 1980، تضرر ميناء خور العمية وميناء البكر في البحر الإقليمي للعراق في شمال الخليج العربي، وأغلقت سورية خط الأنابيب العراقي الواصل عبرها إلى البحر الأبيض المتوسط، فسعى العراق إلى إنشاء قنوات أخرى لتصدير نفطه، فاختار إيصال نفطه من الزبير بجنوب العراق عبر السعودية إلى البحر الأحمر وأنشأ أنبوباً إضافياً من كركوك بشمال العراق إلى جيحان في تركية.

### الملكية
في 10 آب سنة 2017، قال إبراهيم بحر العلوم وزير النفط العراقي الأسبق، إن "الخط الناقل للنفط العراقي عبر المملكة إلى البحر الأحمر أنشئ بأموال عراقية بدءاً من منابع النفط العراقية وصولاً إلى موانئ ينبع السعودية على البحر الأحمر، إضافة إلى إنشاء خزانات عملاقة على الميناء هي أيضا عائدة للعراق وفق وصولات سداد مبالغ الإنشاء"، وذُكر في كتاب (العراق، دراسة دولة) الذي نشرته مكتبة الكونغرس سنة 1990 م أن وزير النفط العراقي أثناء المشروع عصام الجلبي تفاوض مع المملكة العربية السعودية للإعداد القانوني الخاص بضمان ملكية العراق للأنبوب. وذُكر في عدد مجلة المجلة المنشور سنة 1990 أن "تشغيل المشروع تقوم به من الجانب العراقي شركة نفط الجنوب (الجهة المالكة لكامل المشروع) ومن الجانب السعودي يتم تشغيل الخط من قبل شركة (أرامكو السعودية) وفقاً لاتفاقية وقعت بينها وبين الجهة المالكة".

## المنطلق والوجهة
قال ياسر الربيعي "يمتد من مستودع زبير 2 النفطي في البصرة الرميلة الجنوبية حيث ان هذا المستودع يحتوي على توربينات كبيرة لأيصال النفط إلى البحر الأحمر ويعتبر خط ستراتيجي للعراق لتنويع مصادر التصدير وهناك خرائط و غرفة التحكم توضح ذلك الخط وصولا” إلى البحر الأحمر مرورا” بالسعودية والجميل بهذا المستودع هو ان غرف السيطرة والكهرباء وكل شي تحت الأرض خوفا” من الهجمات الجوية ولم يتعرض لأي إصابة ابان حرب 1990. ويسير الأنبوب من الزبير شمالاً إلى غرب قضاء سفوان محاذياُ غرب وادي الباطن ثم يدخل الأراضي السعودية إلى خريص شرق الرياض، ثم يمتد من خريص شرقاً إلى ينبع البحر غرباً حيث ميناء المعجز جنوب ينبع بمسافة 50 كيلومتراً.
قال الدكتور عباس صالح البدري في موقع الأخبار "نُفذ الانبوب على مرحلتين الاولى بداية سنة 1984 وانتهى العمل فيه منتصف سنة 1986 بدأ من حقول نفط الزبير ليلتقي بالخط السعودي الممتد بين البقيق شرق السعودية وميناء ينبع على البحر الاحمر قرب مدينة خريص بقطر 48 عقدة وطول 615 كم منها 150 كم في العراق مع انشاء ثلاثة محطات ضخ في الزبير وعند الحدود والثالثة داخل السعودية. جرى خلاله تصدير النفط العراقي عبر انابيب مشتركة عراقية سعودية لحين اكمال المرحلة الثانية من الانبوب. بدا العمل بالمرحلة الثانية للأنبوب في اذار سنة 1987 الممتد من خريص الى ميناء ينبع بطول 953 كم وانجز بكامله بداية سنة 1990وبذلك يبلغ طول الانبوب الممتد من الزبير الى ميناء ينبع 1568 كم وهو من اطول واغلى المشاريع النفطية العراقية وبكلفة تقديرية زادت عن 2,6 مليار دولار بضمنها محطات الضخ والخزانات العشرة بسعة مليون برميل للخزان الواحد, كذلك بناء مرفأ عراقي جديد ومنفصل للتصدير هو ميناء معجز, وبالتالي جرى الاستغناء عن خط الانبوب والخزانات السعودية واصبح خط عراقي بحت مع كامل منشآته يصدر اكثر من 1,6 مليون برميل نفط يوميا".
| المرحلة | من     | إلى        | الطول | القطر عقدةً | الطاقة | تاريخ البدء       | الحالة              |
| الأولى  | الزبير | خريص       | 615   | 48         | 500    | 1986              | مُصادَر مغمور بالرمال |
| الثانية | خريص   | ينبع البحر | 953   | 56/42      | 1600   | كانون الثاني 1990 | مُصادَر               |

## مصادرة الأنبوب

عصام الجلبي وزير النفط من سنة 1987 حتى سنة 1991 وهو الذي افتتح مشروع الأنبوب نيابة عن العراق